# Ga Bảo tàng nghệ thuật
Ga Bảo tàng nghệ thuật (tiếng Trung: 美術館車站; bính âm: Měishùguǎn Chēzhàn) là một ga đường sắt ở Cao Hùng, Đài Loan do Cục Đường sắt Đài Loan phục vụ .